# 十陵街道
十陵街道，是中华人民共和国四川省成都市龍泉驛區下辖的一个乡镇级行政单位。

## 行政区划
十陵街道下辖以下地区：
双龙社区、石灵社区、天兴社区、和平社区、华川社区、江华社区、宁江社区、千弓村、大梁村、青龙村、太平村和来龙村。